# Medicină de laborator
Medicina de laborator este o specialitate medicală din grupul specialităților paraclinice, care are ca obiect de activitate efectuarea investigațiilor de laborator pe eșantioane de produse biologice prelevate de la pacienți, sau din mediul care poate afecta pacienții, în scopul de a contribui la stabilirea diagnosticului, sau la evidențierea dinamicii modificărilor fiziologice și fiziopatologice din organism.